# HD 122064
HD 122064 är en ensam stjärna belägen i den norra delen av stjärnbilden Stora björnen. Den har en skenbar magnitud av ca 6,52 och kräver åtminstone en handkikare för att kunna observeras. Baserat på parallax enligt Gaia Data Release 2 på ca 99,2 mas, beräknas den befinna sig på ett avstånd på ca 33 ljusår (ca 10 parsek) från solen. Den rör sig närmare solen med en heliocentrisk radialhastighet på ca -26 km/s och beräknas som närmast befinna sig på ca 12,7 ljusår från solen om ca 333 000 år.

## Egenskaper
HD 122024 är en orange till gul stjärna i huvudserien av spektralklass K3 V. Den har en massa som är ca 0,82 solmassor, en radie som är ca 0,78 solradier och har ca 0,3 gånger solens utstrålning av energi från dess fotosfär vid en effektiv temperatur av ca 4 800 K.